# اف. روک
اف. روک (فرانسوی: F. Roques‎) بازیکن کریکت اهل فرانسه است. وی در بازی‌های المپیک تابستانی ۱۹۰۰ به مدال نقره دست پیدا کرده‌است.